# Malpica do Tejo

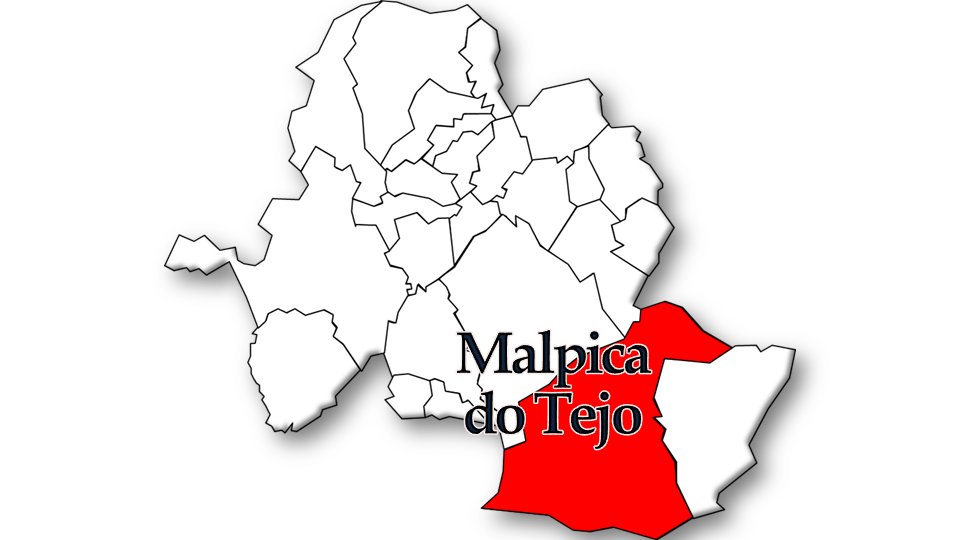
Localização no Município de Castelo Branco

Malpica do Tejo é uma povoação portuguesa sede da Freguesia de Malpica do Tejo do Município de Castelo Branco, freguesia com 246,02 km² de área e 381 habitantes (censo de 2021), tendo, por isso, uma densidade populacional de 1,5 hab./km².

## Demografia
A população registada nos censos foi:
| Ano  | 0-14 Anos | 15-24 Anos | 25-64 Anos | > 65 Anos |
| 2001 | 47        | 33         | 247        | 431       |
| 2011 | 28        | 33         | 170        | 286       |
| 2021 | 16        | 17         | 136        | 212       |

## História
A vasta área da freguesia foi ocupada desde tempos remotos. Vários são os vestígios da pré-história aí existentes, desde o Paleolítico (vários instrumentos de pedra lascada), Neolítico (covas em rochedos, assinalando pontos de observação astronómica, provavelmente com funções mágicas) até à Idade do Ferro (cabanas circulares) e época romana. Porém, após a antiguidade a zona ficou ao abandono durante vários séculos e só no século XV temos clara notícia de existência da freguesia. A partir daí, a freguesia foi crescendo até atingir, em 1960, cerca de 3500 habitantes (Malpica foi, no século XX, e ainda é, das aldeias maiores do município de Castelo Branco). Hoje, devido ao êxodo rural, residem em Malpica cerca de 380 habitantes (a que se junta uma população flutuante de cerca de 200 habitantes).
Malpica (Malpica do Tejo a partir de inícios da década de 1950) é uma freguesia muito rica a nível etnográfico e folclórico (Zeca Afonso recolheu ali muitos "cantares", como seja: Maria Faia, Moda do Entrudo, Jeremias, Oh! Que Calma!, etc.), gastronómico, arquitetónico e paisagístico - integra o Parque Natural do Tejo Internacional.

## Património
- Fontes
- Rua Pires Correia
- Torre de viga da Fraldona
- Vestígios de fundição e povoado romano do Malha Pão
- Mamoas da Barreira Cimeira, de Melo e da serra do Vigário
- Vestígios paleolíticos de Melo
- Estações neolíticas da Ponte das Flores e arqueológica da Senhora das Neves
- Sepultura escavada na rocha da Senhora das Neves
- Dólmenes do Vale das Favas 1 e 2
- Barragem romana do Vale do Represão

## Política

### Resultados eleitorais das Eleições Autárquicas (Junta de Freguesia)
| Partido      | 1976 | 1976 | 1979 | 1979 | 1982 | 1982 | 1985 | 1985 | 1989 | 1989 | 1993 | 1993 | 1997 | 1997 | 2001 | 2001 | 2005 | 2005 | 2009 | 2009 | 2013 | 2013 |
| Partido      | %    | M    | %    | M    | %    | M    | %    | M    | %    | M    | %    | M    | %    | M    | %    | M    | %    | M    | %    | M    | %    | M    |
| ------------ | ---- | ---- | ---- | ---- | ---- | ---- | ---- | ---- | ---- | ---- | ---- | ---- | ---- | ---- | ---- | ---- | ---- | ---- | ---- | ---- | ---- | ---- |
| PS           | 70,2 | 7    | 49,6 | 7    | 39,9 | 5    | 21,6 | 2    | 16,8 | 1    |      |      |      |      | 66,4 | 5    | 45,1 | 4    | 58,1 | 5    | 66,5 | 6    |
| FEPU/APU/CDU | 21,4 | 2    | 26,8 | 4    | 31,3 | 4    | 19,1 | 2    | 27,1 | 3    | 9,4  | 1    | 10,4 | 1    | 5,9  | -    | 9,5  | -    | 3,3  | -    | 19,7 | 1    |
| AD           |      |      | 19,8 | 2    | 28,8 | 4    |      |      |      |      |      |      |      |      |      |      |      |      |      |      |      |      |
| PPD/PSD      |      |      |      |      |      |      | 40,2 | 4    | 50,9 | 5    | 35,3 | 3    | 23,8 | 2    |      |      |      |      | 4,6  | -    | 7,1  | -    |
| PRD          |      |      |      |      |      |      | 15,4 | 1    |      |      |      |      |      |      |      |      |      |      |      |      |      |      |
| IND          |      |      |      |      |      |      |      |      |      |      | 49,4 | 5    | 58,8 | 6    |      |      | 42,9 | 3    | 32,0 | 2    |      |      |
| PSD-CDS      |      |      |      |      |      |      |      |      |      |      |      |      |      |      | 24,8 | 2    |      |      |      |      |      |      |